# Parhydrobia
Parhydrobia is een geslacht van weekdieren uit de klasse van de Gastropoda (slakken).

## Soort
- Parhydrobia mayeri (Morgan, 1920) †